# Fontaine-le-Comte
Fontaine-le-Comte és un municipi francès situat al departament de la Viena i a la regió de la Nova Aquitània. L'any 2007 tenia 3.408 habitants.

## Demografia

### Població
El 2007 la població de fet de Fontaine-le-Comte era de 3.408 persones. Hi havia 1.312 famílies de les quals 204 eren unipersonals (76 homes vivint sols i 128 dones vivint soles), 540 parelles sense fills, 508 parelles amb fills i 60 famílies monoparentals amb fills.
La població ha evolucionat segons el següent gràfic:
Habitants censats

### Habitatges
El 2007 hi havia 1.372 habitatges, 1.334 eren l'habitatge principal de la família, 12 eren segones residències i 26 estaven desocupats. 1.320 eren cases i 50 eren apartaments. Dels 1.334 habitatges principals, 1.079 estaven ocupats pels seus propietaris, 244 estaven llogats i ocupats pels llogaters i 11 estaven cedits a títol gratuït; 3 tenien una cambra, 38 en tenien dues, 122 en tenien tres, 406 en tenien quatre i 765 en tenien cinc o més. 1.188 habitatges disposaven pel capbaix d'una plaça de pàrquing. A 445 habitatges hi havia un automòbil i a 859 n'hi havia dos o més.

### Piràmide de població
La piràmide de població per edats i sexe el 2009 era:
| Homes | Edats   | Dones |
| ----- | ------- | ----- |
| 0     | 95 o +  | 0     |
| 4     | 90 a 94 | 0     |
| 0     | 85 a 89 | 4     |
| 0     | 80 a 84 | 4     |
| 20    | 75 a 79 | 20    |
| 40    | 70 a 74 | 52    |
| 60    | 65 a 69 | 60    |
| 68    | 60 a 64 | 68    |
| 128   | 55 a 59 | 88    |
| 120   | 50 a 54 | 140   |
| 196   | 45 a 49 | 160   |
| 172   | 40 a 44 | 156   |
| 132   | 35 a 39 | 144   |
| 68    | 30 a 34 | 76    |
| 80    | 25 a 29 | 56    |
| 92    | 20 a 24 | 76    |
| 108   | 15 a 19 | 124   |
| 132   | 10 a 14 | 136   |
| 96    | 5 a 9   | 96    |
| 56    | 0 a 4   | 68    |

## Economia
El 2007 la població en edat de treballar era de 2.366 persones, 1.744 eren actives i 622 eren inactives. De les 1.744 persones actives 1.648 estaven ocupades (843 homes i 805 dones) i 96 estaven aturades (35 homes i 61 dones). De les 622 persones inactives 282 estaven jubilades, 229 estaven estudiant i 111 estaven classificades com a «altres inactius».

### Ingressos
El 2009 a Fontaine-le-Comte hi havia 1.408 unitats fiscals que integraven 3.696 persones, la mediana anual d'ingressos fiscals per persona era de 21.136 €.

### Activitats econòmiques
Dels 129 establiments que hi havia el 2007, 3 eren d'empreses alimentàries, 1 d'una empresa de fabricació de material elèctric, 1 d'una empresa de fabricació d'elements pel transport, 9 d'empreses de fabricació d'altres productes industrials, 30 d'empreses de construcció, 30 d'empreses de comerç i reparació d'automòbils, 4 d'empreses de transport, 5 d'empreses d'hostatgeria i restauració, 1 d'una empresa d'informació i comunicació, 4 d'empreses financeres, 2 d'empreses immobiliàries, 17 d'empreses de serveis, 15 d'entitats de l'administració pública i 7 d'empreses classificades com a «altres activitats de serveis».
Dels 39 establiments de servei als particulars que hi havia el 2009, 1 era una oficina de correu, 1 una oficina bancària, 5 tallers de reparació d'automòbils i de material agrícola, 1 taller d'inspecció tècnica de vehicles, 1 autoescola, 4 paletes, 8 guixaires pintors, 4 fusteries, 5 lampisteries, 1 electricista, 1 empresa de construcció, 3 perruqueries, 2 restaurants, 1 agència immobiliària i 1 saló de bellesa.
Dels 9 establiments comercials que hi havia el 2009, 1 era un hipermercat, 1 un supermercat, 1 una fleca, 2 carnisseries, 2 botigues d'equipament de la llar, 1 una botiga de mobles i 1 una floristeria.
L'any 2000 a Fontaine-le-Comte hi havia 12 explotacions agrícoles que ocupaven un total de 855 hectàrees.

## Equipaments sanitaris i escolars
El 2009 hi havia 1 psiquiàtric i 2 farmàcies.
El 2009 hi havia 1 escola maternal i 1 escola elemental.

## Poblacions properes
El següent diagrama mostra les poblacions més properes.